# Юж-Сапарово
Юж-Сапа́рово (рос. Юж-Сапарово, марій. Сапарсола) — присілок у складі Медведевського району Марій Ел, Росія. Входить до складу Люльпанського сільського поселення.
Стара назва — Южинське Сопарово.

## Населення
Населення — 73 особи (2010; 76 у 2002).
Національний склад (станом на 2002 рік):
- марійці — 69 %
- росіяни — 30 %